# Szereg tryboelektryczny
Szereg tryboelektryczny – zestawienie materiałów pod względem biegunowości i wielkości ładunku wytwarzanego podczas zetknięcia i rozdzielania dwóch materiałów. Pozwala zauważyć, które materiały wykazują większą skłonność do elektryzowania się ładunkiem dodatnim, które zaś ujemnym. Jest to istotne np. z punktu widzenia kompatybilności elektromagnetycznej – pozwala dobrać materiały wykorzystane w konstrukcji tak, aby zmniejszyć ryzyko wystąpienia wyładowania elektrostatycznego (ESD).
Przykładowy szereg tryboelektryczny wygląda następująco:
Ładunki dodatnie:
1. Powietrze
2. Ludzka skóra
3. Azbest
4. Szkło
5. Mika
6. Ludzkie włosy
7. Nylon
8. Wełna
9. Futro
10. Ołów
11. Jedwab
12. Aluminium
13. Papier
14. Drewno
15. Stal
16. Lak
17. Twarda guma
18. Mylar
19. Szkło epoksydowe
20. Nikiel, miedź
21. Mosiądz, srebro
22. Złoto, platyna
23. Pianka polistyrenowa
24. Akryl
25. Poliester
26. Celuloid
27. Orlon
28. Pianka poliuretanowa
29. Polietylen
30. Polipropylen
31. Polichlorek winylu (PVC)
32. Krzem
33. Teflon, PTFE

Ładunki ujemne
1. Ziemia